# Étatisme
L'étatisme peut prendre plusieurs sens selon les contextes, il peut désigner à la fois :
- Un courant ou doctrine politique selon laquelle l'État doit intervenir systématiquement, de façon plus ou moins directe, par le biais de son monopole territorial, dans les principaux domaines sociaux et d'activité économique.
- L'exercice des pouvoirs de l'État, et l'expansion de son champ d'intervention sur la société.
- Les moyens par lesquels l'État exerce et détient un monopole plus ou moins important sur des secteurs économiques (entreprises contrôlées directement ou indirectement par l'État), sociaux et médico-sociaux, culturels et de communication (télévision publique).

## Usage courant
L'étatisme est une doctrine, politique ou culturelle, selon laquelle l'État doit être le centre et la principale structure qui dirige, administre et contrôle tout ou partie de l'activité sociale ou économique. L'étatisme peut couvrir différents sens ou domaines, ceci selon la légitimité ou la non-légitimité que les individus trouvent dans l'action, monopolisation et institution de l'État. C'est donc une forme du pouvoir politique exercée de façon autoritaire, voir discrétionnaire, par l'État qui peut être désignée comme étatiste. Le pouvoir politique de l'État est âprement convoité dans les démocraties que nous connaissons, ceci explique aussi, tout au moins en partie, les désirs et les frustrations que l'étatisme peut engendrer vu les divers intérêts particuliers composant l'ensemble de la société.
On retrouve parmi les opposants de l'étatisme, les conservateurs, les anarchistes, et surtout les libéraux. Ceci étant, les motivations et raisons de fond de cette opposition diffèrent selon les moyens et fins à atteindre.
L'interventionnisme de l'État désigne les moyens utilisés par celui-ci pour justifier ses interventions. L'intervention de l'État peut toucher, directement ou indirectement, tous les domaines où celui-ci trouve ses justifications, qu'ils soient économiques ou sociaux.
Ludwig von Mises, économiste autrichien, décrit l'étatisme comme la subordination complète des individus à l'État en les tenant en tutelle tout en restreignant la liberté d'action individuelle. Cherchant à façonner la destinée des individus, l'étatisme tend à remplacer les initiatives individuelles par un appareil social qui se réserve toute initiative.

## Doctrines et pratiques

### Doctrines
Les différentes doctrines se rapportant à l'étatisme ont en commun une vision planifiée ou juste dirigiste de l'État. Les mesures dirigistes peuvent être diversifiées mais se retrouvent dans la quasi-totalité des pays à toutes les époques. Les manifestations implicites ou explicites de l'étatisme peuvent être de l'ordre idéologique, culturelle, l'appropriation par l'État des moyens de production, le contrôle et la centralisation des principales activités économiques, monopoles d'état ou dans une moindre mesure, planifier l'économie de marché. Le libéralisme a été pensé contre les privilèges féodaux, s'inscrivant ainsi dans la continuité de l'absolutisme. Aussi, le libéralisme, sous prétexte de défendre l'isonomie, garantit pour les conservateurs, l'existence d'un « despotisme doux ».
La justification de la doctrine étatiste peut avoir des sources diverses :
- La perception d'une société où les individus ont des conditions de vie inégales. (Une des formules pour justifier les Prélèvements obligatoires et sociaux).
- La perception d'une redistribution inégale des richesses, par conséquent la mise en application de politiques de répartition des revenus.
- Organisation et régulation de l'économie de marché dans un État de droit.
- Une perception d'un sentiment d'insécurité économique ou sociale. (manifestation sécuritaire)
- Une perception négative ou péjorative de la liberté économique ou sociale.
- La volonté de soumettre l'ensemble de la société au contrôle politique de l'État.
- La volonté d'utiliser l'État pour défendre des intérêts particuliers.
- Une volonté de faire de l'État un agent moral au-dessus de tous les citoyens.

### Pratiques
Concrètement, l'action de l'État peut se déployer dans divers domaines :
- Économique (monopoles d'état, planification, protectionnisme, interventionnisme monétaire et financier...) ;
- Institutionnel ou constitutionnel (centralisme ou État unitaire, régime de confusion des pouvoirs, démocratie dirigée) ;
- Dans le domaine social et fiscal ;
- Administratif, réglementaire et juridique (voir : Inflation législative) ;
- Géopolitique ou politique internationale (de type souverainisme, nationalisme, unilatéralisme) ;
- Dans l'ordre religieux, idéologique, moral ou dans l'enseignement officiel (théocratie, idéologie d’État, éducation nationale) ;
- Éducationnel, culturel, sportif.

## Historiquement

### Dans les États totalitaires duXXesiècle
Les différents États totalitaires existants ou ayant existé ont amplifié la doctrine étatiste jusqu'à ses extrêmes, par la dépravation et l'appropriation de l'opinion, ou par la propagande, la volonté d'un seul parti ou d'un seul homme dirige la volonté de tous, les masses. L'idée que l'État est la seule expression de la volonté des masses fait de ce même État un régime totalitaire. En réalité l'État est le principal appareil du système qui diffuse aux masses une vision du monde, la vision selon le régime. Au XXe siècle les principaux régimes totalitaires ont été le nazisme d'Hitler, le fascisme de Mussolini et le communisme de Staline.

## Critiques

### En France
Le géographe Jacques Lévy est un critique virulent de l'étatisme français. Il décrit la France comme un « pays de l’échelle unique », trop centralisé, et qui serait « fatigué de l’étatisme ». Sa critique vise l'État comme échelon de référence trop fortement privilégié dans la gouvernance territoriale et dans les représentations, mais pas le principe même de l'intervention publique. Il préconise de passer à davantage de fédéralisme territorial en privilégiant des échelons administratifs et territoriaux plus pertinents selon lui : les métropoles et les régions.

### Citations
- « Nulle forme d'étatisme n'est le socialisme. En vérité ce n'est pas nouveau et il est aisé de se référer aux textes socialistes qui l'ont, dès longtemps, établi. » Julien Coffinet, L'étatisme et le capitalisme, Masses no 2, février 1939, p. 74.
- « L'État, c'est la grande fiction à travers laquelle tout le monde s'efforce de vivre aux dépens de tout le monde. » Frédéric Bastiat L'État - Composition parue au Journal des Débats, numéro du 25 septembre 1848.
- « C’est en vain qu’aujourd'hui en France l’État est invité par un grand nombre d’économistes à faire preuve de modération. Son ambition est immense et ses desseins sont innombrables. Il croit, dans son délire, pouvoir créer quelque chose d’infiniment précieux qu’il nomme le pouvoir d’achat. » Louis Baudin